# FK Jerv
Fotballklubben Jerv – norweski klub piłkarski grający w 2. divisjon, mający siedzibę w mieście Grimstad.

## Stadion
Domowe mecze klub rozgrywa na stadionie o nazwie Levermyr stadion w Grimstad, który może pomieścić 2500 widzów.

## Reprezentanci kraju grający w klubie
Stan na maj 2016.
| - Thomas Gill - Jan Halvor Halvorsen | - Slim Roops |

## Skład na sezon 2016
| Nr | Poz. | Piłkarz                   |
| -- | ---- | ------------------------- |
| 1  | BR   | Øyvind Knutsen            |
| 2  | OB   | Glenn Andersen            |
| 3  | OB   | Dejan Corovic             |
| 4  | OB   | Espen Knudsen             |
| 5  | OB   | Nils Petter Andersen      |
| 6  | PO   | Tobias Collett            |
| 7  | PO   | Ulrik Berglann            |
| 8  | PO   | Christopher Mac Connacher |
| 10 | NA   | Christoffer Myhre         |
| 11 | PO   | Jan Jenssen               |
| 12 | BR   | Stian Christensen         |

| Nr | Poz. | Piłkarz              |
| -- | ---- | -------------------- |
| 15 | OB   | Halvor Hovstad       |
| 16 | NA   | Joachim Edvardsen    |
| 17 | PO   | Fuseini Mohammed     |
| 19 | OB   | Kristoffer Tønnessen |
| 20 | NA   | Jakob Erzeid Toft    |
| 23 | NA   | Andreas Hagen        |
| 25 | PO   | Michael Ogungbaro    |
| 33 | NA   | Denny Antwi          |
| 69 | NA   | Alexander Lind       |
| 89 | PO   | Tonny Brochmann      |